# Saloon

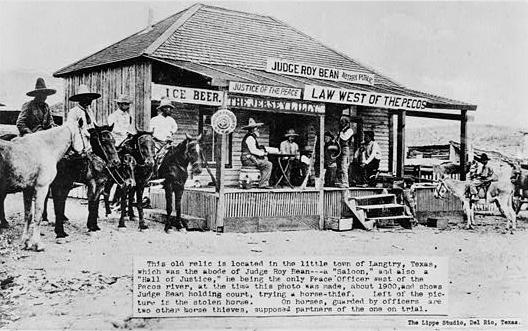
El Jersey Lilly, salón del Juez Roy Bean en Langtry (Texas), alrededor de 1900.

Un salón del Oeste (en inglés Western saloon) era un bar típico del lejano Oeste de los Estados Unidos durante el siglo XIX y en los comienzos del siglo XX. El primer salón que se conoce fue establecido en 1822 en Brown’s Hole (Wyoming) para servir a los cazadores. 
A finales de la década de 1850, el término saloon se había popularizado para referirse al establecimiento especializado en la venta de cerveza y licores, si bien en algunos salones se ofrecía también comida y hospedaje. Hacia 1880, los salones estaban en su apogeo, y llegó a haber 150 de ellos y cuatro locales de venta exclusiva de licores en el pueblo de Leavenworth (Kansas).
La palabra inglesa saloon procede de salon, y este a su vez del francés salon littérarie o salon de conversation, 'salón literario', que hace referencia a una reunión con anfitrión para hablar de algún tema.

## Historia
Los salones en Estados Unidos comenzaron a asociarse con las cervecerías a comienzos de la década de 1880. Con un creciente exceso de capacidad, éstas emplearon un sistema de control mediante el cual administraban los salones completamente. Las cervecerías adquirieron cientos de locales, especialmente aquellos ubicados en las esquinas, los cuales alquilaban a cantineros con futuro, junto con los muebles y entretenimientos tales como mesas de billar y boleras. Schlitz Brewing Company y otros construyeron salones elaborados para atraer clientes y publicitar sus cervezas.
En 1893, la Liga Antisalones comenzó a protestar contra los salones estadounidenses. En 1895, la liga se convirtió en una organización nacional, y presionaron al gobierno para que prohibiera la producción o importación de licores, cerveza y vino. Asimismo, ejercieron presión sobre las policías locales para que retirasen la licencia a aquellos establecimientos que no respetaban la hora de cierre o que empleaban a mujeres y menores, y proporcionaron testigos para probar dichas violaciones. Su victoria llegó con la prohibición en todo el país, mediante la 18.ª enmienda, en 1920. Fueron derrotados cuando la prohibición fue revocada en 1933.
El salón tradicional entró en decadencia años antes de la ley seca. El automóvil alejó a la clientela de estos sitios para caminantes, y los primeros cines también constituyeron una competencia en el ámbito del entretenimiento. Además, un gran número de empleadores demandaban abstinencia a sus empleados durante el día de trabajo, y los departamentos de salud de los pueblos promulgaron regulaciones que eliminaban muchos componentes de la mesa de almuerzo gratuito que estos bares ofrecían. Finalmente, la Primera Guerra Mundial trajo consigo no solo un ataque a cualquier cosa que fuera remotamente alemana, sino también una prohibición temporal a la producción de cerveza.

## Apariencia

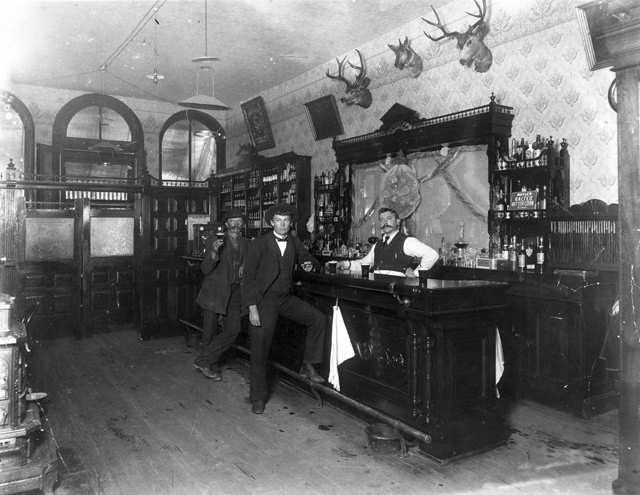
Vista interior del Toll Gate Saloon, Black Hawk, Colorado; muestra las ventanas con arcos, puertas de acceso batientes, piso de madera con manchas, y calendario de 1897.

La apariencia de cada salón variaba según el momento y el lugar donde era establecido. Si el pueblo crecía, los salones se volvían más refinados. El cantinero se enorgullecía de su apariencia y de su habilidad con los tragos. Los primeros salones, y aquellos ubicados en lugares remotos, eran en ocasiones sitios crudos prácticamente sin muebles ni decoración. Una solitaria estufa de leña solía calentar estos establecimientos durante los meses de invierno.
La puerta de entrada de los salones, muy peculiar, era de madera y se abría en ambos sentidos.
En los pueblos desarrollados, muchos hoteles contenían salones, y algunos tenían salones autónomos, tales como el Barlow Trail en Damascus (Oregón), que tenía escalones en la entrada.
La apariencia de los salones variaba también según el grupo étnico. Los irlandeses preferían bares sin mesas, en los que el whisky era su trago predilecto y las mujeres solo podían obtener servicios por la puerta de atrás. Los salones alemanes estaban más iluminados, y tendían a servir comida de restaurante y cerveza en mesas, con una clientela más familiar. Otros grupos étnicos añadían sus propios números y especialidades, mientras que unos pocos grupos, más notablemente escandinavos, judíos, griegos, e italianos, preferían clubes sociales más privados o bien no solían beber en público.
Los niños tenían vedada la entrada a los salones. En Las aventuras de Tom Sawyer se cuenta como en una ocasión Tom y su amigo Huck son echados por el cantinero a cargo, cuando intentaban entrar al lugar.

## Entretenimiento

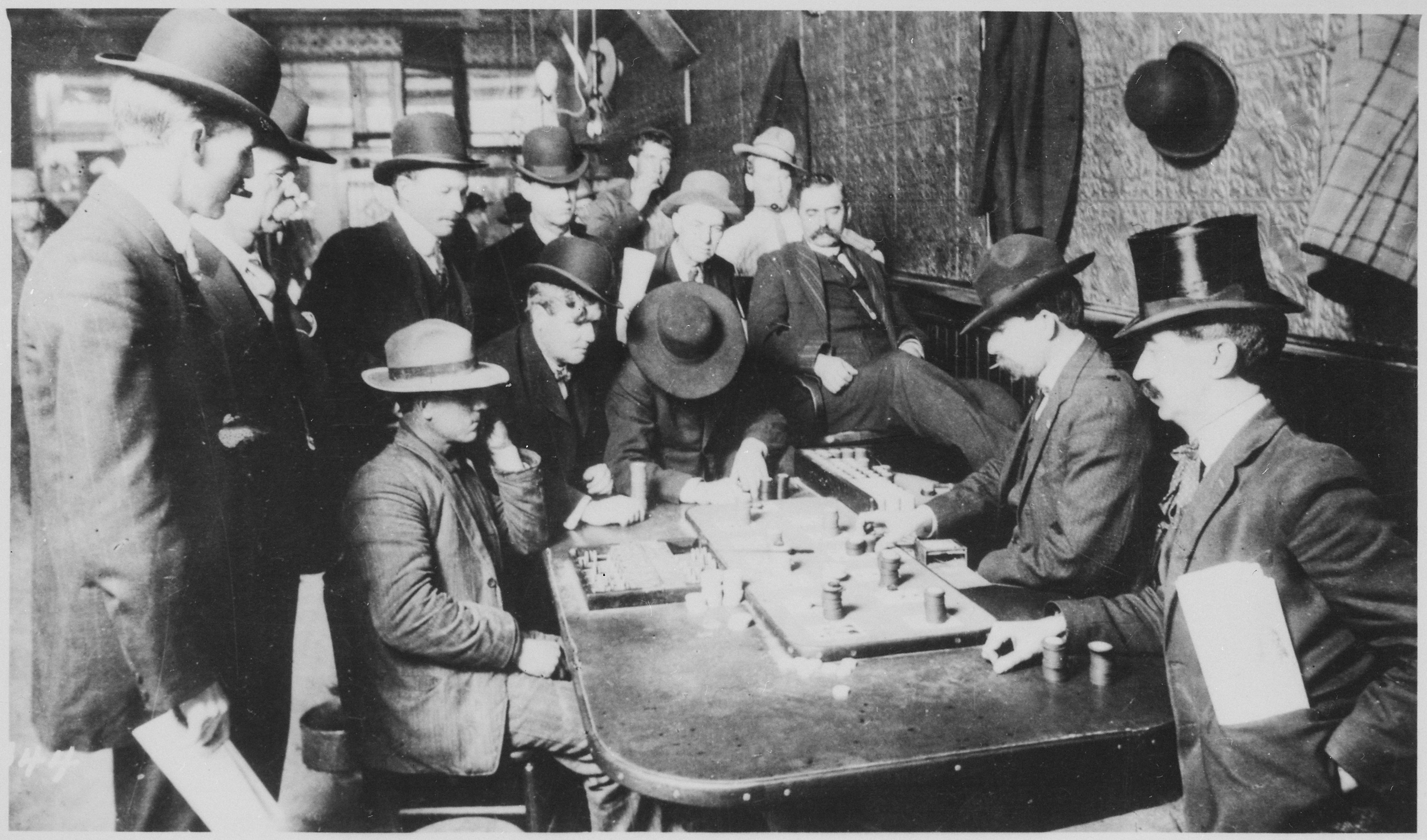
Apostando en el Orient Saloon en Bisbee, Arizona, cerca del 1900. Fotografía de C.S. Fly.

Como forma de entretenimiento, los salones ofrecían números de bailarinas, algunas de las cuales se dedicaban ocasional o rutinariamente a la prostitución. Varios bares ofrecían póker y otros juegos de cartas y dados. Nuevos juegos fueron incluidos durante el apogeo de los salones y como forma de enfrentar a la competencia, entre los cuales se incluían billar, dardos, y bolos. Algunos salones tenían incluso pianistas, bailarinas de cancán, y sátiras teatrales. Un ejemplo actual de esta clase de entretenimientos es el espectáculo de variedades Long Branch, que se presenta en el recreado salón Long Branch en Dodge City (Kansas).

### Alcohol
Cuando un pueblo era fundado, los primeros salones consistían en carpas o chozas donde se servía whisky casero, que incluía ingredientes tales como alcohol puro, azúcar quemado y tabaco de mascar.
Para aumentar sus ganancias, los cantineros podían mezclar buen whisky con aguarrás, amoníaco, pólvora o pimienta roja. El resultado era conocido con nombres como tanglefoot, forty-rod, jugo de tarántula, relámpago taos, ojo rojo, y ataúd barnizado. Otras ofertas incluían vino cactus, hecho de una mezcla de tequila y té de peyote, y la mula Skinner, hecho con whisky y licor de zarzamora.
Cuando los pueblos crecían, los salones eran, en ocasiones, decorados elaboradamente, se utilizaban copas de cristal, y de la pared colgaban pinturas al óleo. El licor fue mejorado, pudiendo encontrarse whisky importado del este de Estados Unidos o de Europa. Para evitar aquellas mezclas primitivas, los clientes solían pedir tragos con mezclas sofisticadas. Algunos de los mejores tragos en 1881 incluían sangría de vino de Burdeos y cócteles con champán.
Cerveza
La cerveza solía servirse a temperatura ambiente al no estar disponible prácticamente la refrigeración. Algunos salones tenían la cerveza en barriles almacenados en estantes metálicos dentro del bar. Algunos salones fabricaban su propia cerveza.

## Notables salones del viejo Oeste
Entre los salones más populares se encontraban el salón la Primera Oportunidad, en Miles City, Montana; el Cabeza de Toro en Abilene, Kansas; el Arcade en Eldora, Colorado; el Bendito Moisés en Creede, Colorado; el Long Branch en Dodge City, Kansas; el Bird Cage Theatre en Tombstone, Arizona; el Balde de Sangre en Virginia City (Nevada); y el Jersey Lilly en Langtry, Texas. Muchos de estos establecimientos permanecían abiertos las veinticuatro horas, los siete días de la semana.
Long Branch Saloon
El establecimiento fue construido en los años 1870 en la ciudad de Dodge City, Kansas. De acuerdo a una leyenda local, durante un juego de pelota entre soldados y cowboys surgió la apuesta de que, si aquellos perdían, se verían obligados a proveer los materiales para construir un salón. Efectivamente, los militares perdieron y cumplieron la obligación.
Para 1878, Chalkley Beeson y William Harris adquirieron el local, y pronto se convirtió en un famoso lugar visitado por los ganaderos. Entre sus atracciones se encontraba una pequeña orquesta, y también la banda ranchera, que amenizaba diferentes eventos sociales. Varios tipos de bebidas eran servidas, desde té o limonada, hasta cerveza y champán, que eran enfriadas con hielo transportado desde el río vecino, o desde las montañas de Colorado, cuando era verano. Uno de sus propietarios fue el pistolero Luke Short, quien lo administró junto a un socio, en 1883. Sin embargo, el salón sucumbió por un incendio que asoló la zona en el que estaba ubicado. Sería reconstruido hasta el año 1947, y en la actualidad aloja un museo.
Bird Cage Theatre
Ubicado en la ciudad de Tombstone (Arizona), el Bird Cage Theatre o Bird Cage Opera House Saloon, abrió sus puertas el 25 de diciembre de 1881. Aparte de ser un salón, también ofrecía sala de juegos, teatro, y burdel. Asimismo, estaba en operaciones a toda hora y todos los días del año. Su nombre Bird Cage (jaula de pájaro), se debió a que había catorce compartimientos colgados en el techo, en los cuales, tras correr unas cortinas que los cubrían, se encontraban unas chicas que se encargaban de entretener a los clientes. Diversas personalidades del viejo oeste eran asiduos visitantes, entre ellas Wyatt Earp, Bat Masterson, Doc Holliday, o el pistolero Johnny Ringo.
A pesar de la diversión, el Bird Cage se ganó una mala reputación a lo largo y ancho del país. Se estima que veintiséis personas resultaron asesinadas, pues no faltaban las peleas con cuchillo o pistola; de hecho, todavía pueden observarse muchos agujeros de balas en sus paredes. Por otra parte, se asegura que en este sitio se mantuvo abierta la mesa de juego de póquer por más largo tiempo, pues se estima que duró en actividad un total de 8 años, 5 meses y tres días.
El establecimiento cerró sus puertas en 1889. En 1934 el Bird Cage reabrió como una atracción turística.